# Dr. Zamenhofstraat
De Dr. Zamenhofstraat is een straat in de Nederlandse stad Rotterdam en loopt van de Vredenoordlaan naar de Oostzeedijk Beneden. De enige zijstraat die grenst aan de Dr. Zamenhofstraat is de Plantagestraat. De straat is vernoemd naar de Joods-Poolse arts en taalkundige Lejzer Zamenhof die tevens de grondlegger van de internationale hulptaal Esperanto is.
De originele naam van de straat was de Plantageweg maar bij besluit van het Rotterdamse college van Burgers & Wethouders van 20 april 1948 ontving ze de naam Zamenhofstraat. De naam werd bij besluit van hetzelfde college van B&W op 28 januari 1949 gewijzigd in Dr. Zamenhofstraat. Amsterdam kreeg ongeveer gelijktijdig haar Zamenhofstraat.

## Geschiedenis
De straat heette origineel Plantageweg en grensde met het park de Nieuwe Plantage, die tussen 1844 en 1848 werd aangelegd door de Rotterdamsche Werkvereeniging en van de Oostzeedijk tot aan de Oudedijk liep. Het grootste gedeelte van dit park werd bij het bombardement op het centrum op 14 mei 1940 verwoest, evenals een gedeelte van de Plantagestraat en de Plantageweg. De Plantagestraat is later verlengd over het terrein van het park en van de vroegere Plantageweg draagt alleen het gedeelte tussen de Oudedijk en de Weteringstraat nog de oude naam. Het meest zuidelijke deel heet sinds januari 1949 Dr. Zamenhofstraat.
Aan de Dr. Zamenhofstraat bevinden zich een drietal vooroorlogse, rijksmonumentale panden die het bombardement van mei 1940 hebben doorstaan en tevens onderdeel zijn van de Rotterdamse Brandgrens. Ze vallen op en steken uit in contrast met de naoorlogse huizenblokken die vanaf de jaren 50 van de twintigste eeuw rondom en tegenover de herenhuizen gebouwd zijn. De Dr. Zamenhofstraat bevindt zich vlak bij het Oostplein en nabij de binnenhaven van het Boerengat.

Fotogalerij
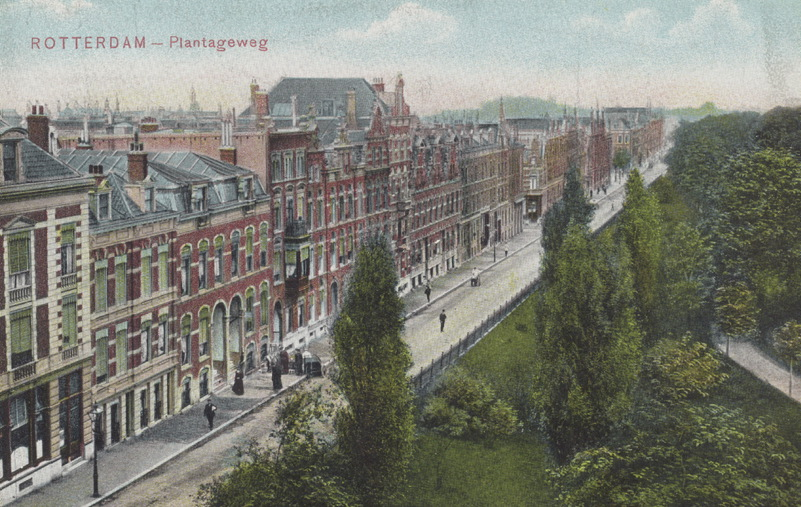
De Dr. Zamenhofstraat (voorheen genaamd de Plantageweg) met links de herenhuizen en rechts het park de Nieuwe Plantage in 1908.
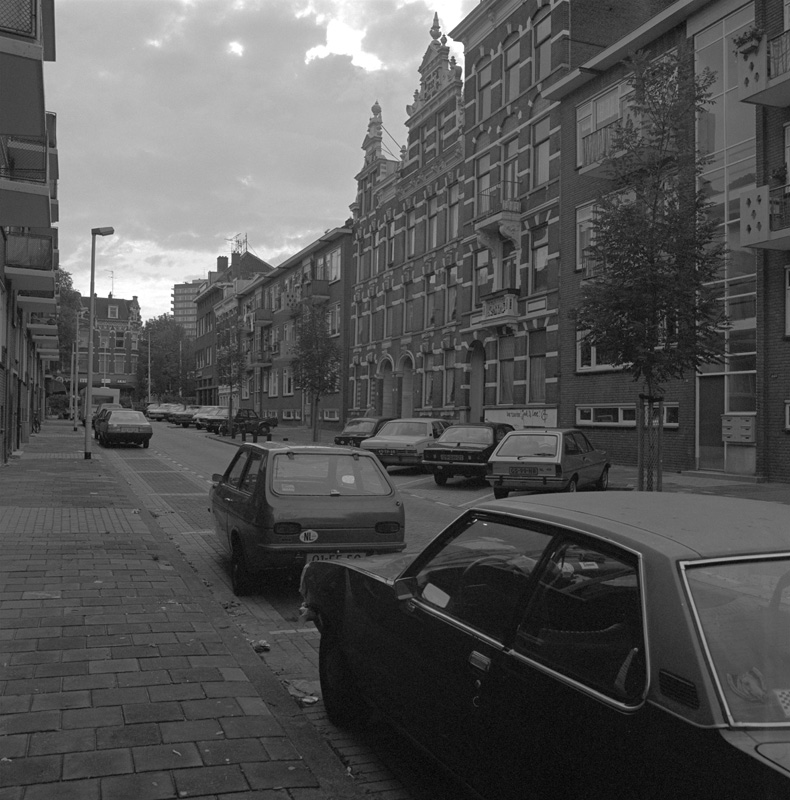
Na het bombardement in 1940 zijn bijna alle huizen aan de noordkant van de straat verwoest. Alleen drie herenhuizen, afgebeeld in 1982, hebben op wonderbaarlijke wijze de bommenregen overleefd.
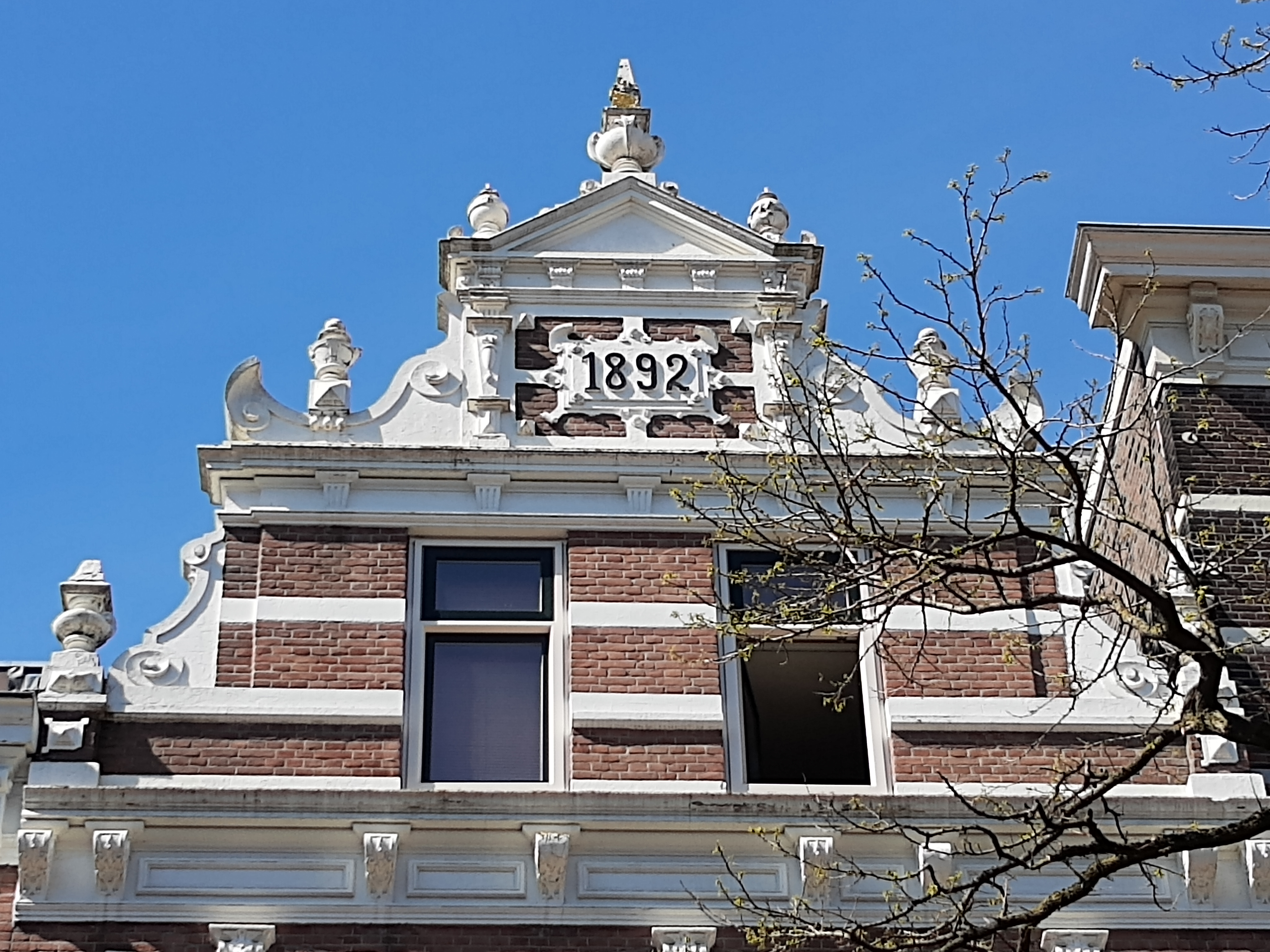
Op de geveltop is de datum van constructie van een van de drie huizen zichtbaar.
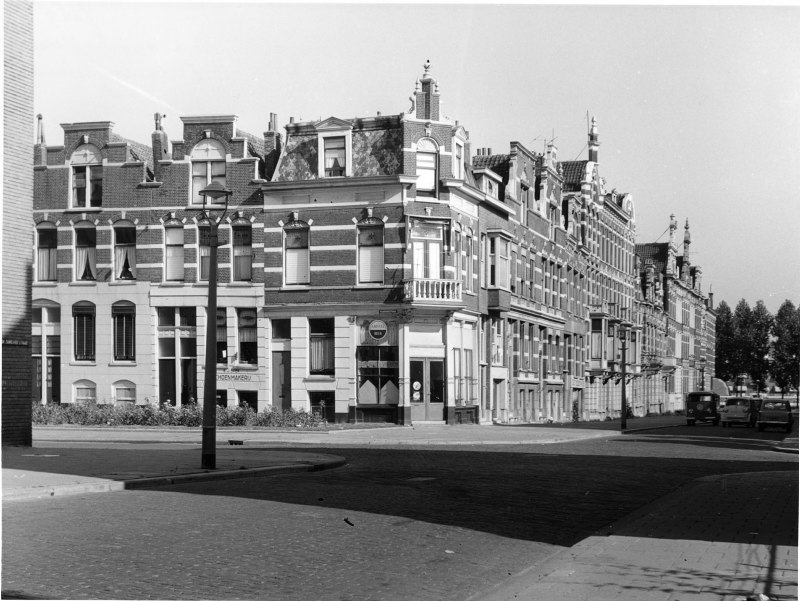
De zuidkant van de straat - hier afgebeeld in 1959 - heeft meer geluk gehad en stond nog overeind. In de jaren negentig is dit huizenblok gesloopt voor nieuwbouw.
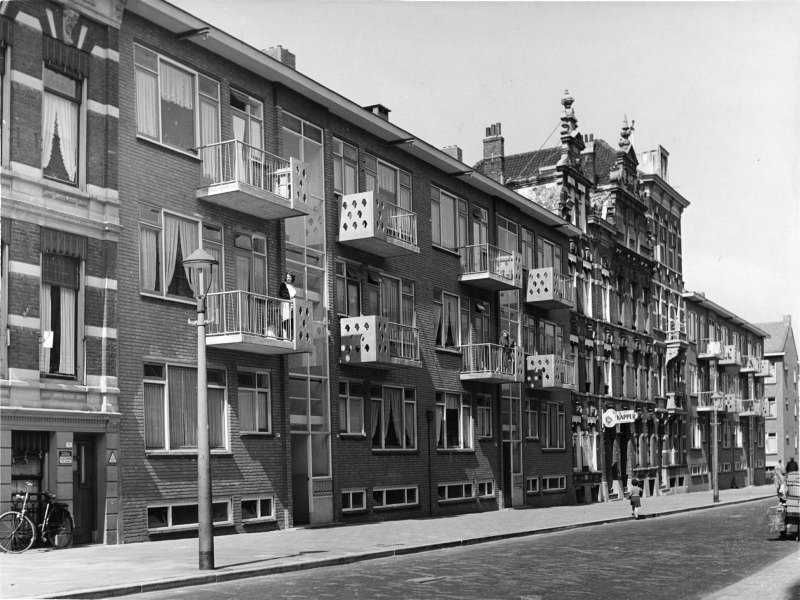
De verwoeste huizen hebben plaatsgemaakt voor sobere huizenblokken die in de jaren vijftig zijn gebouwd. Het verschil is op deze foto van 1951 is goed zichtbaar.
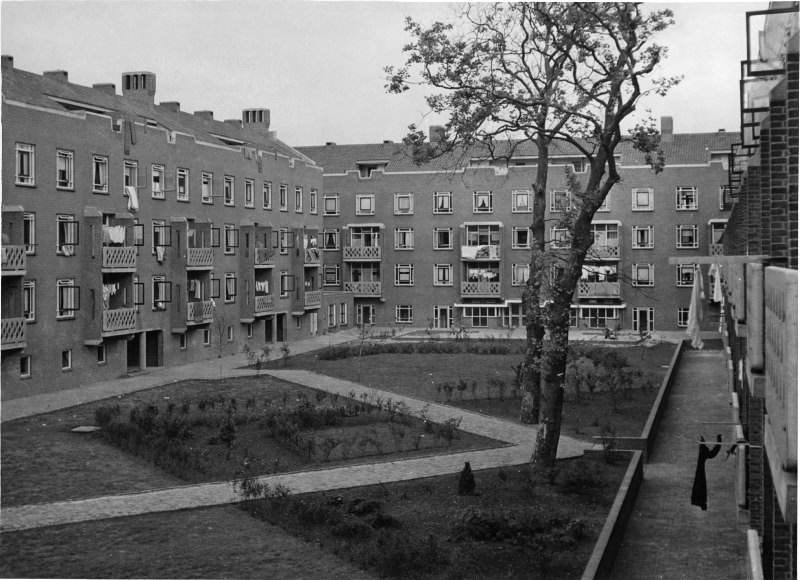
Een van de binnenplaatsen van de sobere nieuwbouw aan de straat. De aangrenzende Vlinderstraat en Plantageweg hadden vergelijkbare huizenblokken. Foto afkomstig uit 1949.
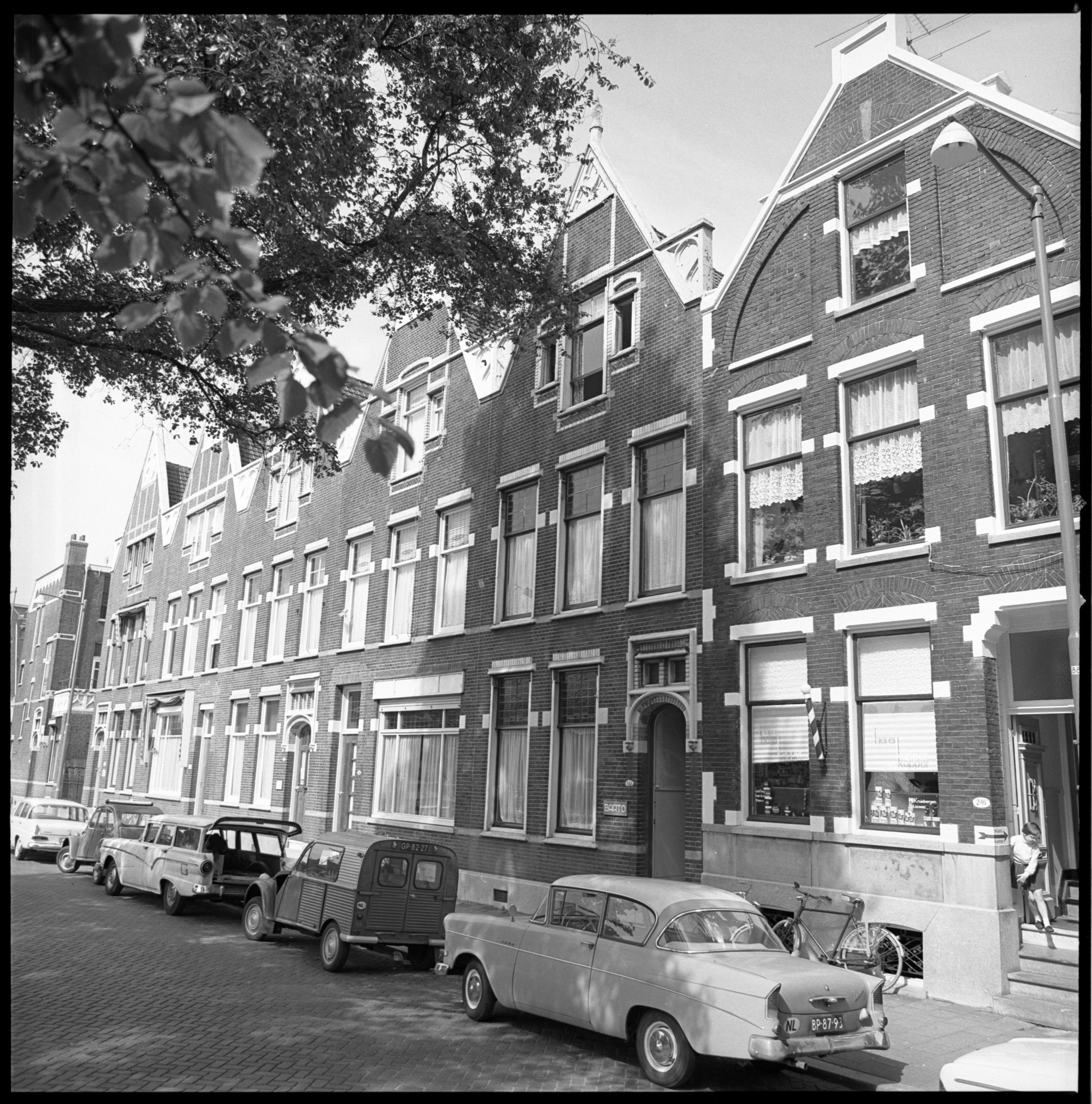
Pension 'Huize Barto' voor thuislozen aan de Dr. Zamenhofstraat in 1965.